# Lista de jogos entre KHL e NHL
Esta é uma lista de jogos entre clubes da National Hockey League, da América do Norte, e da Liga Continental de Hóquei, da Eurásia. Até 2008, os únicos confrontos entre clubes norte-americanos e russos ou soviéticos ocorriam na Super Series, disputada entre 1976 e 1981. Isso mudou quando o Metallurg Magnitogorsk jogou contra o New York Rangers pela Victoria Cup.

## Lista de jogos
| Data                 | Local                       | KHL                    | Placar | NHL                 |
| -------------------- | --------------------------- | ---------------------- | ------ | ------------------- |
| 1 de outubro de 2008 | PostFinance-Arena, Berna    | Metallurg Magnitogorsk | 3–4    | New York Rangers    |
| 4 de outubro de 2010 | Ice Palace Saint Petersburg | SKA São Petersburgo    | 5–3    | Carolina Hurricanes |
| 6 de outubro 2010    | Arena Riga                  | Dinamo Riga            | 1–3    | Phoenix Coyotes     |
| Total                | 3 jogos                     | 1 vitória              | 9–10   | 2 vitórias          |